# Ioan Mezei Câmpeanu
Ioan Mezei Câmpeanu (n. 20 octombrie 1841, Turda, d. 10 iulie 1919, Budapesta) a fost un jurist român din Austro-Ungaria, septemvir (unul din cei șapte judecători) la Curtea Supremă a Ungariei⁠(en)[traduceți]. A fost tatăl lui Iuliu Mezei Câmpeanu.

## Originea și studiile
Descendent al Familiei Rațiu de Nagylak (Noșlac) din Turda, atestată în Transilvania la începutul secolului al XIV-lea și reînnobilată în anul 1625 de către principele Gabriel Bethlen. A fost fiul lui Georgiu și Iuliana-Ileana Mezei Câmpeanu de Szathmar. Tatăl său este descendent din vechea familie nobiliară Câmpeanu de Satu-Mare, devenit prin maghiarizare, Mezei. A fost primul din familie care a revenit la numele original românesc „Câmpeanu”. Mama sa, a fost fiica lui Ioan Rațiu de Noșlac, nepoată de frate a prepozitului Basiliu Rațiu și verișoară primară cu Dr. Ioan Rațiu. A fost căsătorit cu Ecaterina Rațiu, fiica lui Partenie Rațiu de Noșlac, văr primar cu Dr. Ioan Rațiu, care împreună cu soția Emilia le-au fost nași de cununie. A studiat la Turda, Blaj, Cluj și Budapesta.

## Activitatea profesională
Doctor în drept al Universității din Budapesta, a debutat ca asesor al Comitatului Turda, a fost judecător la Tribunalul din Baia de Criș, 1871, apoi la Judecătoria Mociu, 1874 și ulterior la Curtea de Apel din Cluj și la Tabula Regia din Târgu Mureș.
Datorită pregătirii sale profesionale de excepție, recunoscute de autorități, este numit judecător la Înalta Curte de Casație și Justiție Regală de la Budapesta. A fost Cavaler al Ordinului Leopoldin.

## Românul ardelean curajos și patriot
În perioada când a fost judecător la Baia de Criș, l-a găzduit și ajutat de nenumărate ori pe fostul tribun Avram Iancu. A luat parte la înmormântarea acestuia la Țebea, în ziua de 13 septembrie 1872, în fruntea intelectualilor români din Baia de Criș, depunând pe sicriu o coroană cu panglică tricoloră românească. 
A trăit până la trecerea la cele veșnice la Budapesta, unde casa sa a devenit un centru de cultură românească. De două ori pe săptamână în casa sa erau primiți și bineveniți membrii coloniei române și tinerii aflați la studii la Budapesta. Numeroase personalități i-au fost oaspeți. Asculta pe toată lumea, iar pe mulți, după posibilități, i-a ajutat. Era foarte respectat de către conaționali. 
În calitate de vicepreședinte al Fundației Mitropolit Alexandru Șterca-Șuluțiu din Blaj, toate recomandările sale pentru continuarea studiilor erau onorate, la fel erau tratate și recomandările către Comitetul Fundației Emanoil Gojdu. A protestat ferm împotriva încercării de încorporare a românilor greco-catolici din Budapesta în parohia greco-catolică maghiară de Muncaci, reușind să fie puși sub jurisdicția Episcopiei Române unite din Oradea. 
Deși înalt funcționar de stat, a rămas împreună cu toți membrii familiei sale români devotați în ciuda interdicțiilor de tot felul impuse prin legile maghiarizării forțate. În data de 18 septembrie 1900 a avut loc la Budapesta căsătoria fiicei sale Ecaterina cu dr. Eugen Pătăceanu, avocat din Turda. Cununia a fost oficiată de către Pr. Nicolae P. Rațiu din Turda iar nași au fost Iosif Pop cu soția, judecător la Înalta Curte de Casație si Justiție Regală din Budapesta. Cu acest prilej, oaspeții au fost întâmpinați cu imnul Deșteaptă-te Române, considerat ofensator, alături de tricolorul național, de presa șovină maghiară. Cununia și petrecerea s-au desfășurat într-o atmosferă românească. Ziarul Tribuna din Sibiu relatează fericitul eveniment în numărul din 27 septembrie 1900. Aceasta a fost scânteia care a declanșat o campanie de presă fără precedent împotriva celor doi înalți judecători, a familiilor acestora și a unora dintre nuntași. Au fost acuzați de „trădare de patrie”, le-a fost cerută demisia sau demiterea de către guvern. Demisia de onoare le-a fost respinsă în schimbul unei declarații formale în ziarul Tribuna din Sibiu. 
A trăit sub urmărire permanentă și a avut fericirea să vadă realizată Marea Unire de la 1918. A reușit să supraviețuiască terorii revoluției bolșevice ungare și s-a stins din viață împreună cu soția la Budapesta în vara anului 1919. Prin grija fiului său Iuliu I. Mezei Câmpeanu, odată cu retragerea Armatei Române din Budapesta au fost repatriate sicriele ambilor părinți și ale fratelui mai mare Eugen, decedat în același an, tot în Ungaria. Au fost înmormântați în parcela rezervată membrilor familiei Rațiu din cimitirul Bisericii Rățeștilor din Turda Veche (Cimitirul Central).

## A se vedea și
- Familia Rațiu
- Petru Racz
- Basiliu Rațiu
- Ioan Rațiu
- Viorel Tilea
- Nicolae Rațiu
- Augustin Rațiu
- Ion Rațiu
- Mircea-Dimitrie Rațiu
- Liviu Cigăreanu
- Coriolan Sabău
- Mircea N. Sabău
- Iuliu I. Mezei Câmpeanu
- Biserica Rățeștilor din Turda
- Biserica Greco-Catolică din Teiuș

## Galerie de imagini

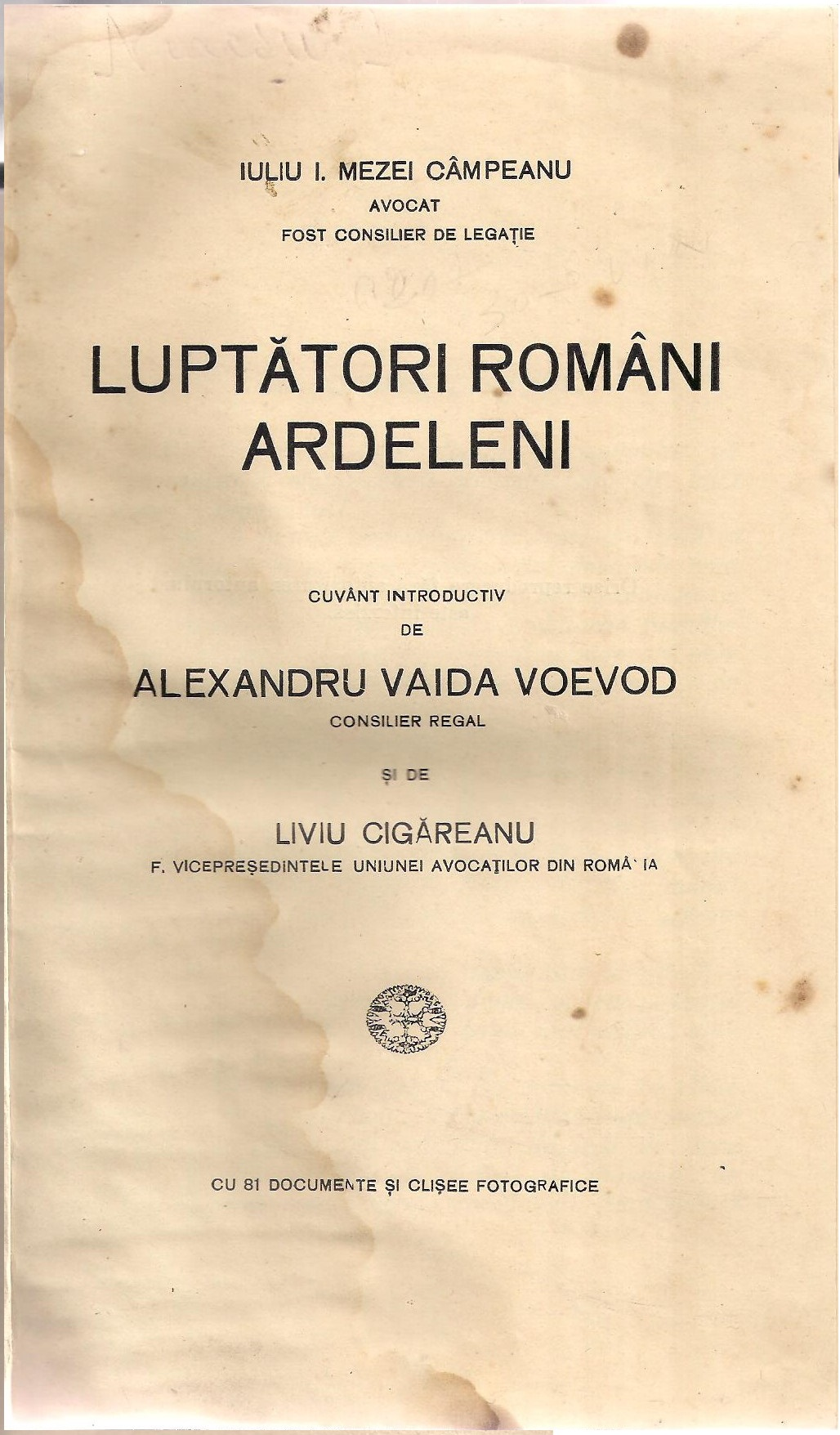
Iuliu Mezei Câmpeanu, Luptători Români Ardeleni, Ed. Minerva, Cluj, 1940
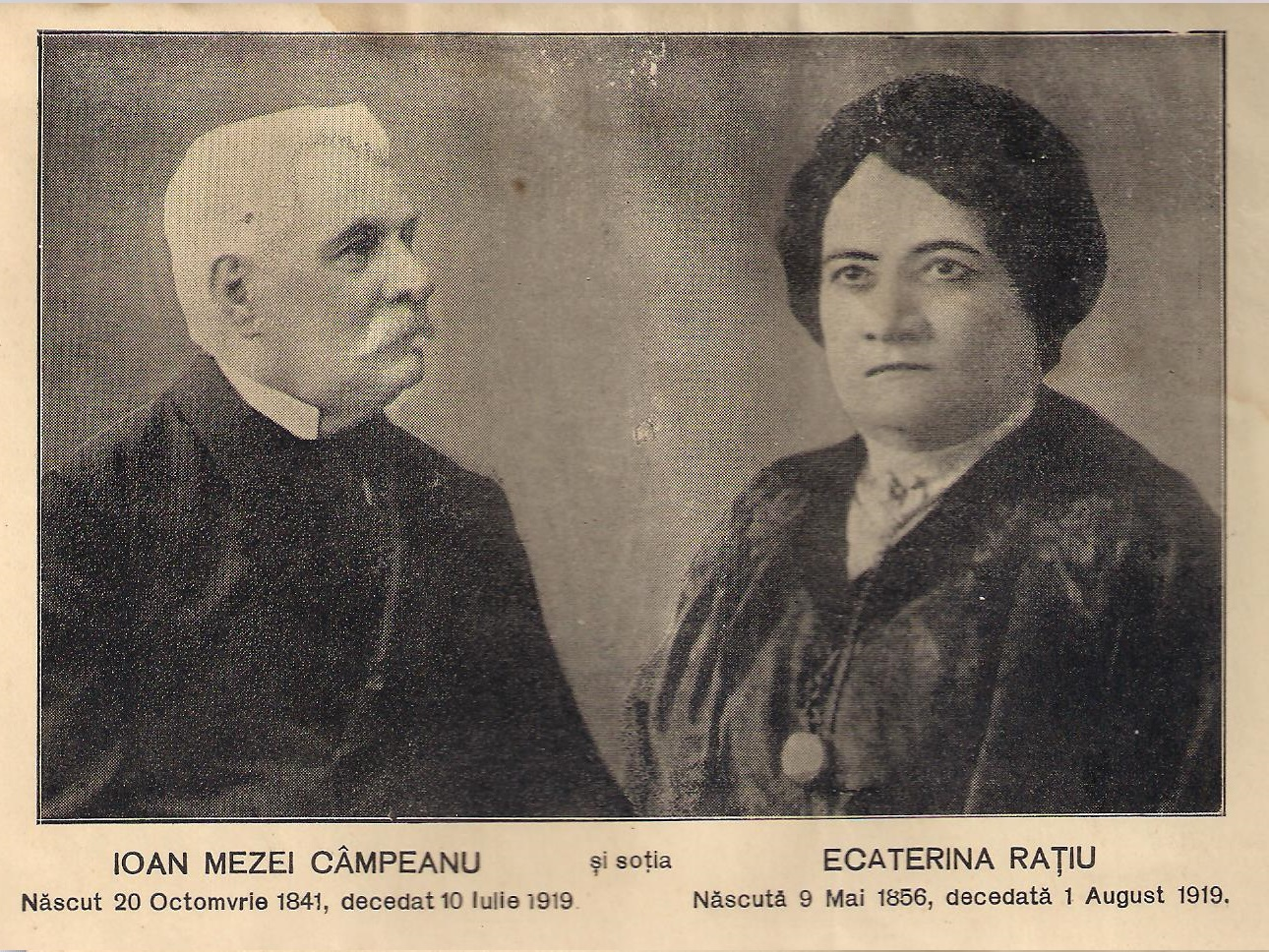
Ioan Mezei Câmpeanu și soția Ecaterina Rațiu
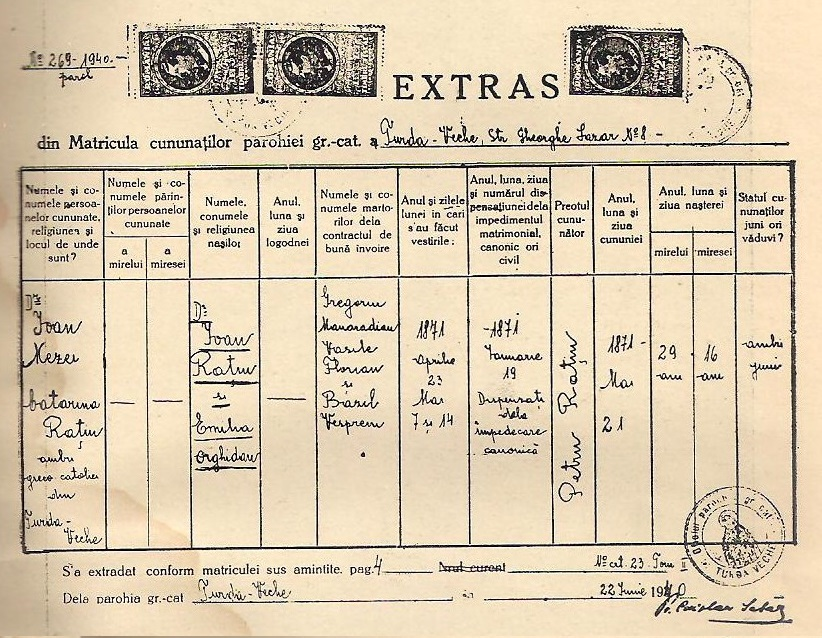
Extras din Matricula cununaților parohiei gr.-cat. Turda Veche
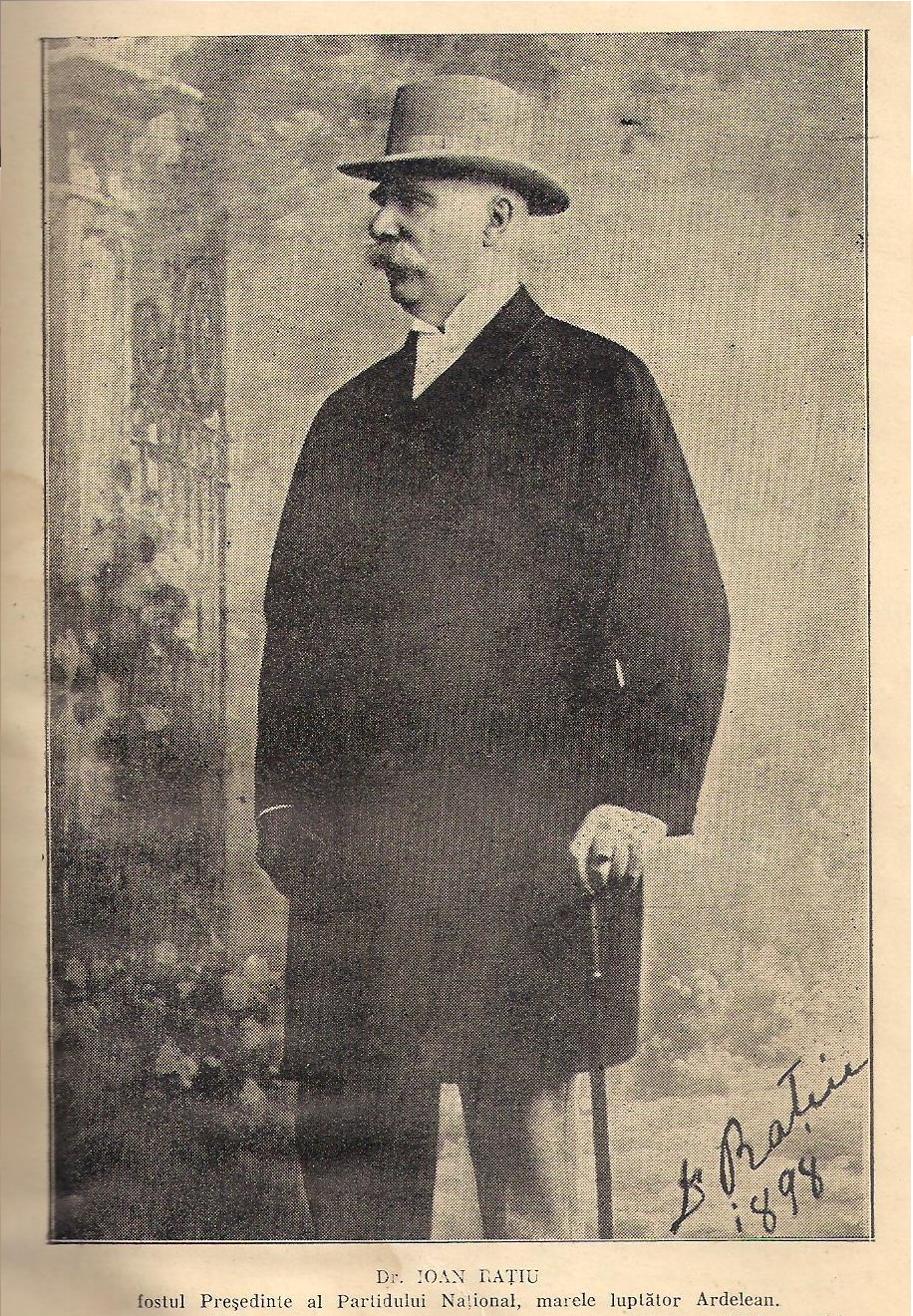
Dr. Ioan Rațiu la 70 de ani (1898)
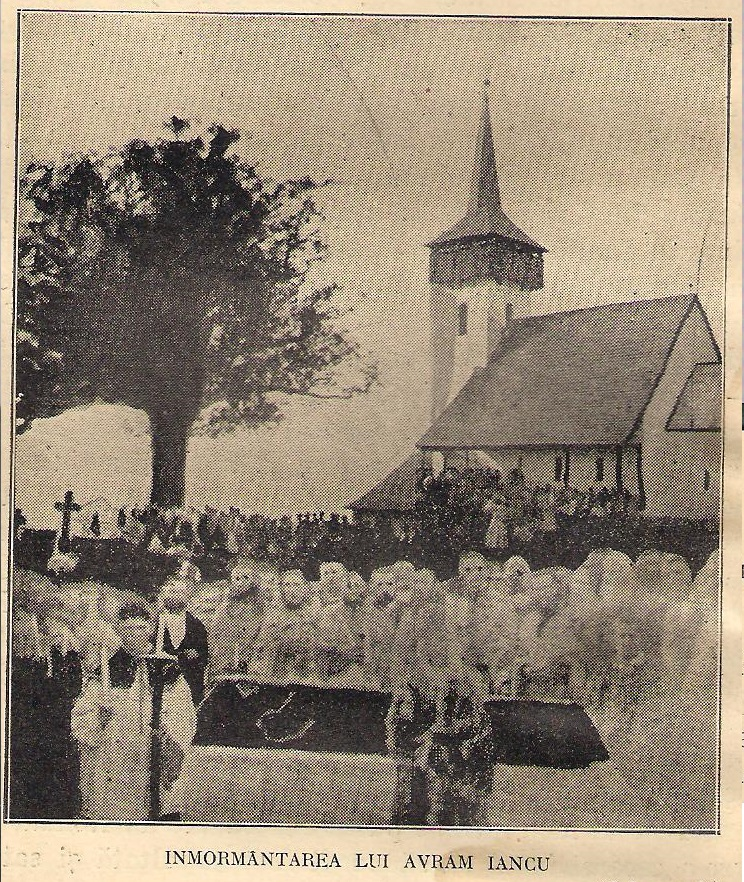
Înmormântarea lui Avram Iancu la Țebea
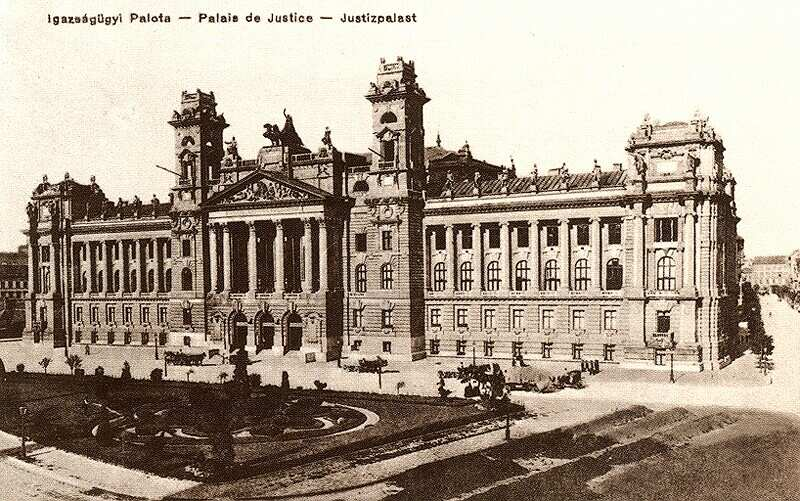
Kúria, Curtea Supremă a Ungariei
- Marele Arbore Genealogic al Familiei Ratiu de Noslac (Nagylak), fond pergament, actualizat la data de 20.09.2023